# Sojoez TMA-03M
Sojoez TMA-03M (Russisch: Союз ТМА-03M) is de naam van het ruimtevaartuig, en tevens de naam van de vlucht, die vertrok naar het Internationaal ruimtestation ISS op 21 december 2011, om 14.16 uur. Het lanceerde drie bemanningsleden, waaronder de Nederlander Andre Kuipers, die drie van de zes bemanningsleden vormden van ISS Expeditie 30 en ISS Expeditie 31, is die tijd aan het ISS gekoppeld gebleven, en is vervolgens gebruikt voor de landing met dezelfde drie bemanningsleden op 1 juli 2012. TMA-03M is de 111e vlucht van een Sojoez-ruimteschip, na de eerste lancering in 1967. Voor het vertrek tussendoor van de andere drie bemanningsleden van Expeditie 30 en uiteraard voor de aankomst van de andere drie bemanningsleden van Expeditie 31 zijn andere ruimtevaartuigen gebruikt, zodat in een noodgeval alle zes bemanningsleden hadden kunnen landen met twee Sojoez capsules.

## Bemanning
Dit is de bemanning van Sojoez TMA-03M
- Oleg Kononenko (2) - Bevelhebber
- André Kuipers (2) - Piloot 1
- Donald Pettit (3) - Piloot 2

## Reservebemanning
- Yuri Malenchenko voor Oleg Kononenko
- Sunita Williams voor André Kuipers
- Akihiko Hoshide voor Donald Pettit

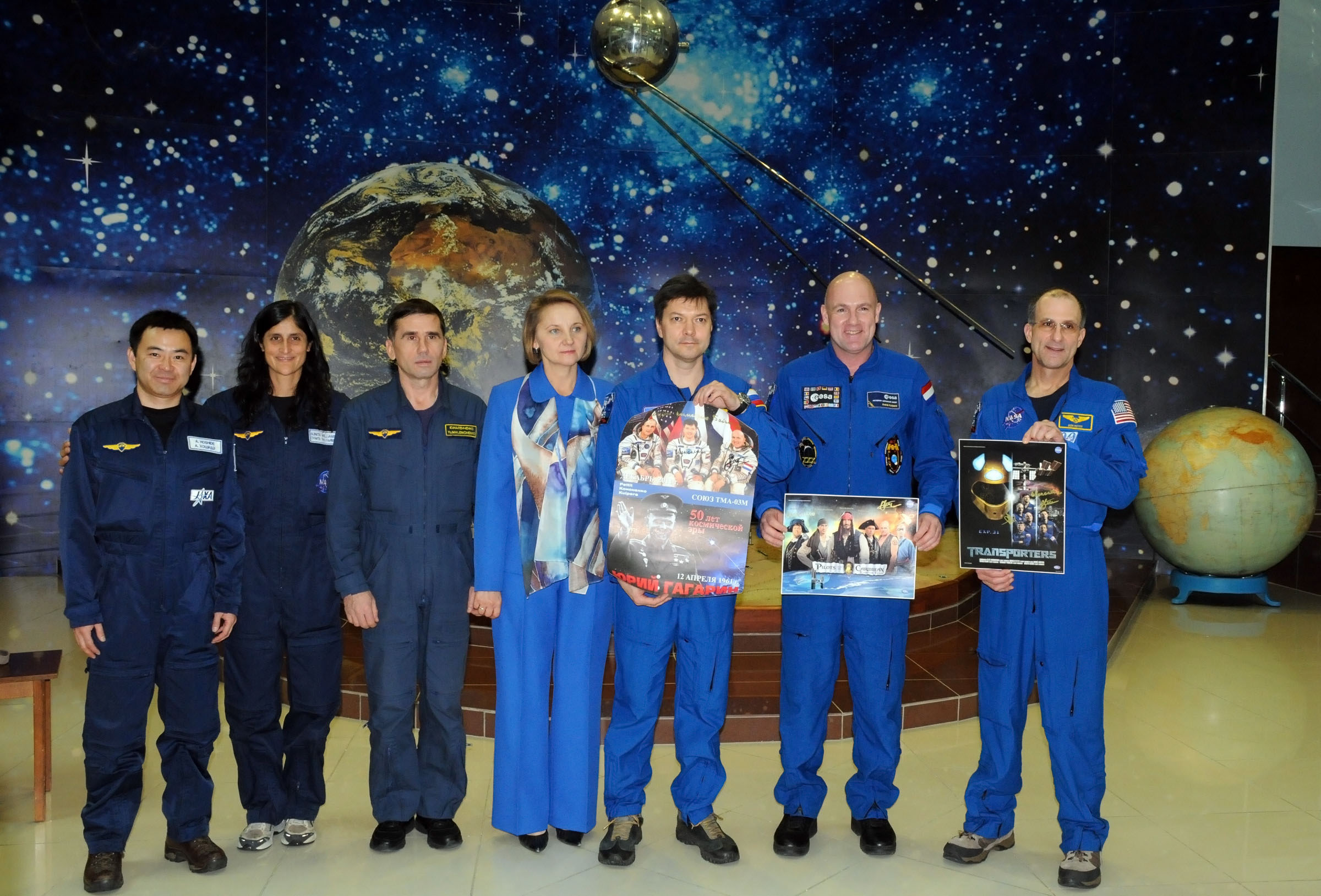
reservebemannig (links) en primaire bemanning (rechts)
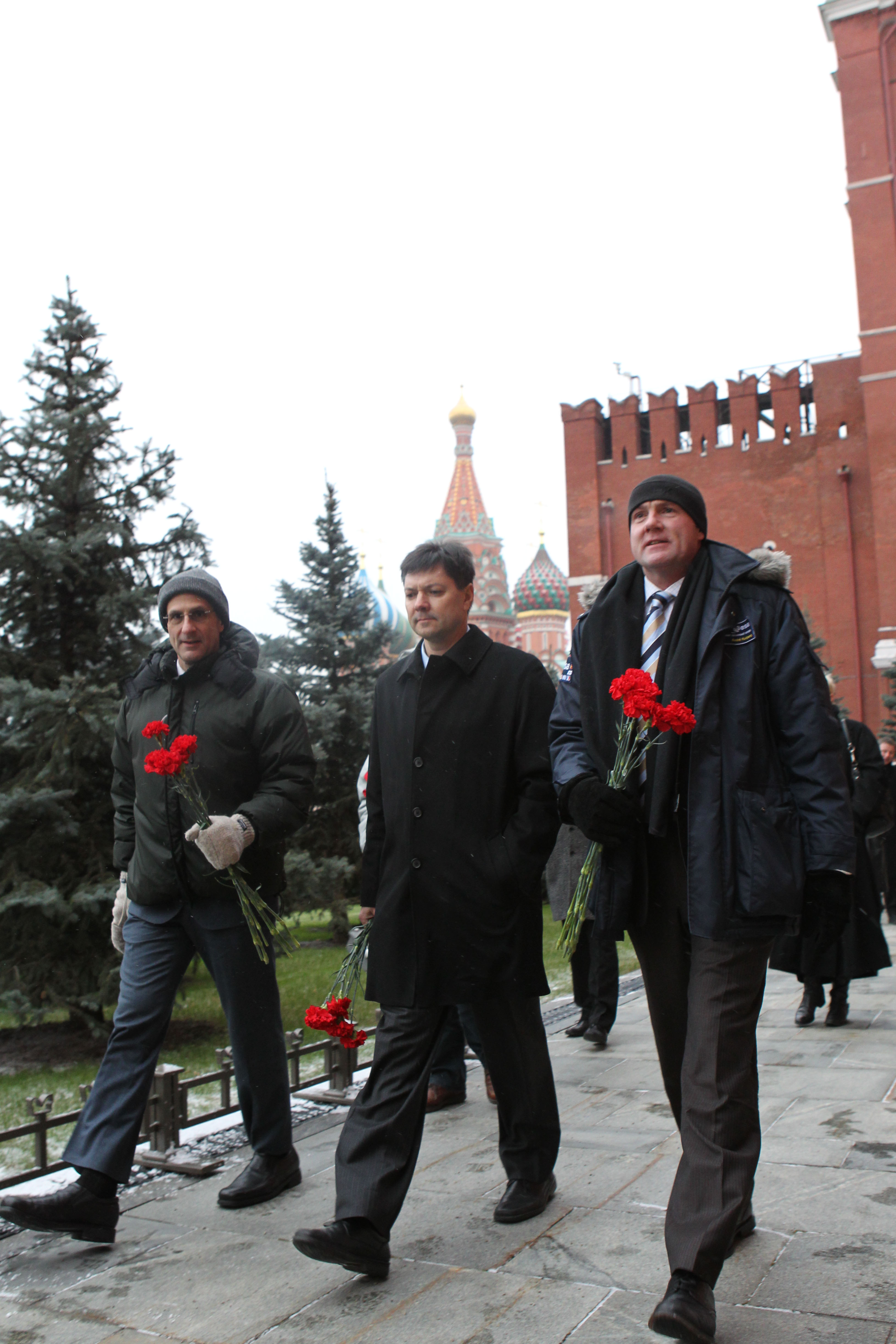
Bemanning van Sojoez TMA-03M tijdens de ceremoniële tour op het Rode plein in Rusland op 1 december 2011
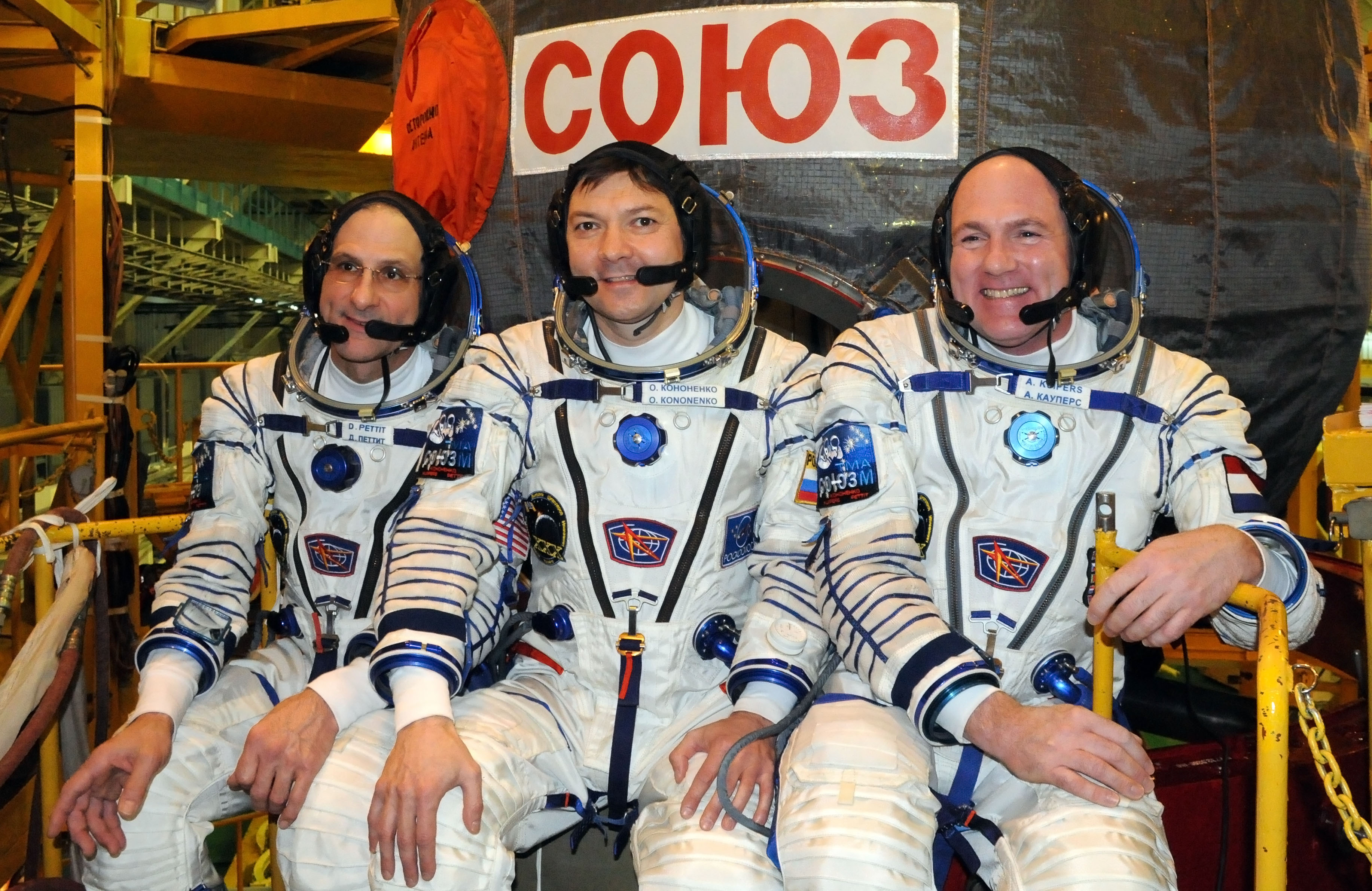
Bemanning gefotografeerd voor de ruimtecapsule
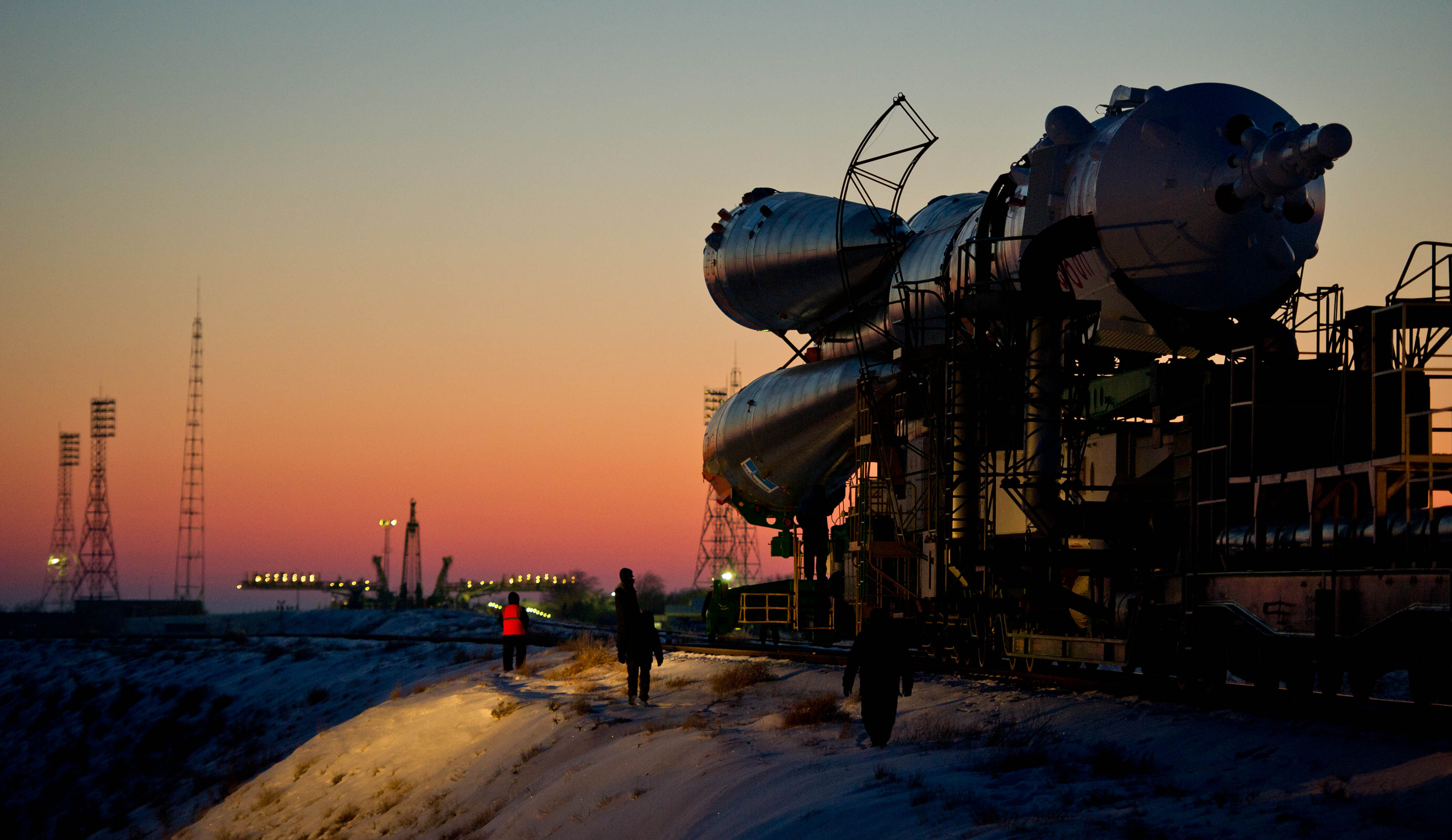
Op weg naar het lanceerplatform
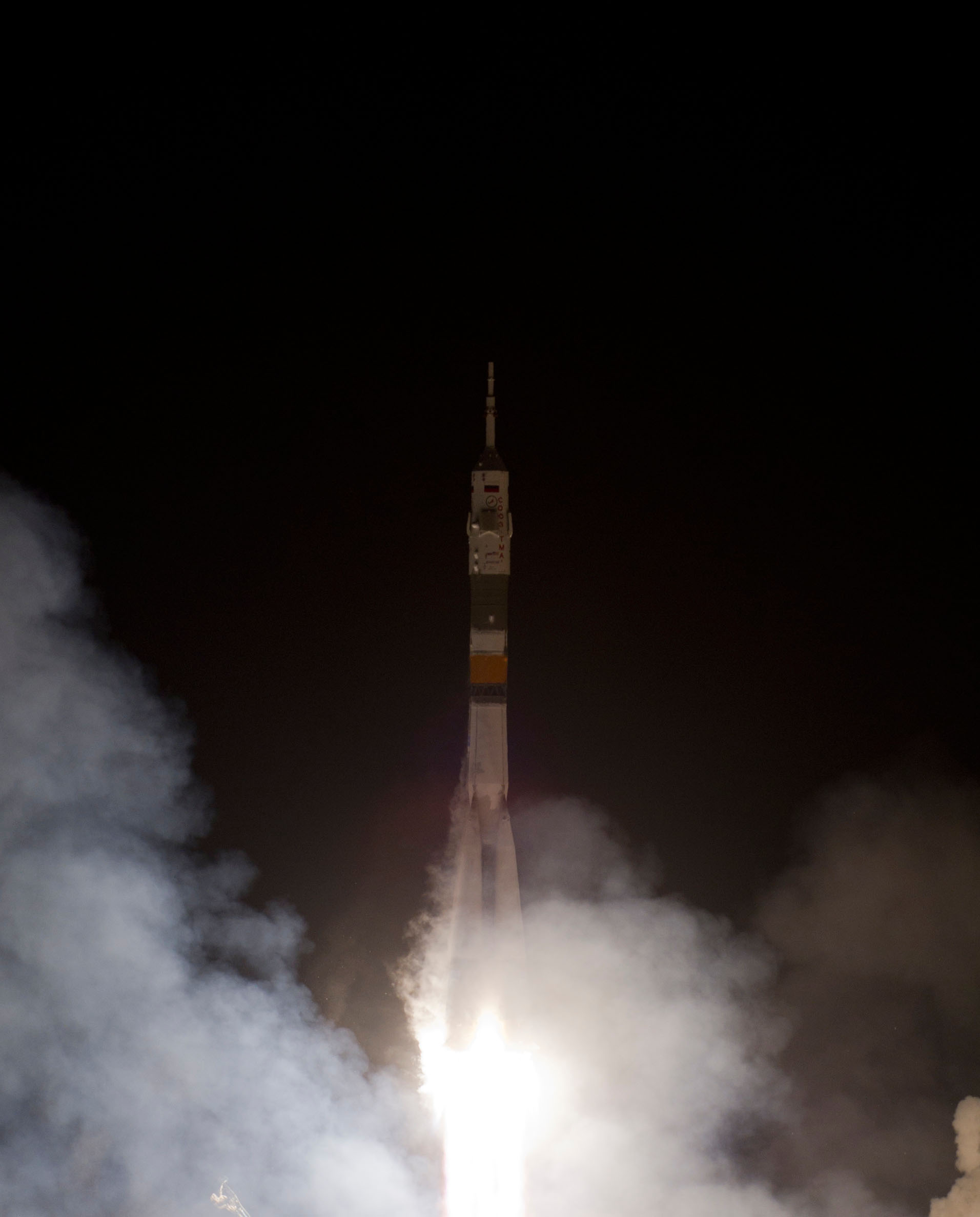
Lancering
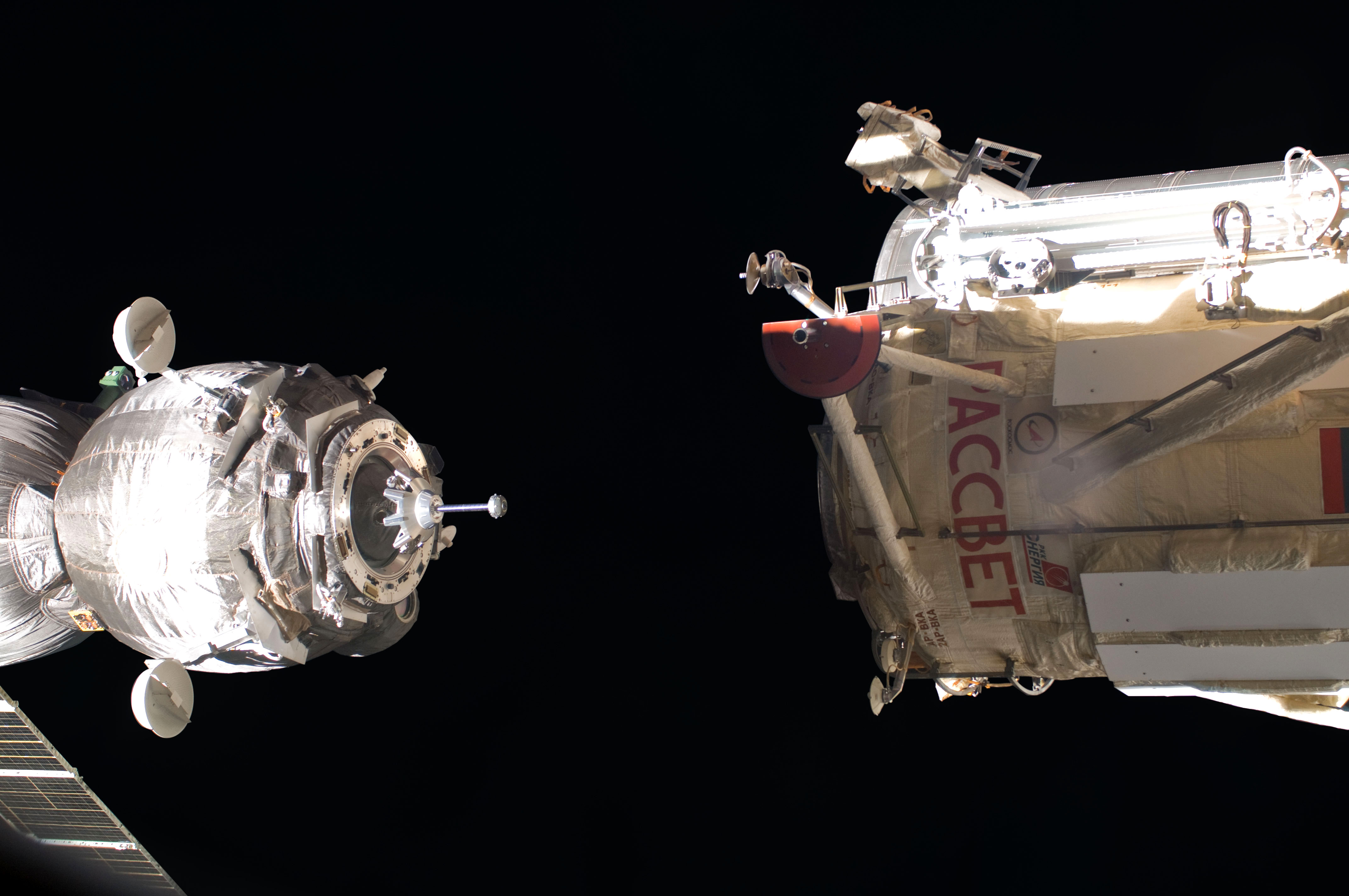
Koppeling aan het ISS

TMA-1 · TMA-2 · TMA-3 · TMA-4 · TMA-5 · TMA-6 · TMA-7 · TMA-8 · TMA-9 · TMA-10 · TMA-11 · TMA-12 · TMA-13 · TMA-14 · TMA-15 · TMA-16 · TMA-17 · TMA-18 · TMA-19 · TMA-01M · TMA-20 · TMA-21 · TMA-02M · TMA-22 · TMA-03M · TMA-04M · TMA-05M · TMA-06M · TMA-07M · TMA-08M  · TMA-09M · TMA-10M · TMA-11M · TMA-12M · TMA-13M · TMA-14M · TMA-15M · TMA-16M · TMA-17M · TMA-18M · TMA-19M · TMA-20M